# 小行星3850
小行星3850（英語：3850 Peltier）是一颗围绕太阳公转的小行星。1986年10月7日，愛德華·鮑威爾在可可尼诺县发现了此天体。
这颗小行星的绝对星等为206.98641等。